# Mistrovství světa v šachu žen 1939
Sedmý turnaj mistrovství světa v šachu žen proběhl v srpnu a v září v roce 1939 v Buenos Aires v Argentině. Turnaj uspořádala FIDE v rámci 8. šachové olympiády. Zúčastnilo se 20 šachistek z 18 zemí (Čechy a Morava, Anglie, Argentina, Belgie, Německo, Dánsko, Kanada, Kuba,Lotyšsko, Litva, Norsko, Palestina, Nizozemsko, USA, Uruguay, Francie, Švédsko a Chile). Hrálo se systémem každá s každou. S 18 body zvítězila opět Věra Menčíková uvedená ve startovní listině jako reprezentantka Anglie. Druhá skončila Sonja Grafová z Německa s 16 body a na třetí místo dosáhla teprve dvacetipětiletá reprezentantka Chile Berna Carrascová, což bylo největší překvapení turnaje.

## Tabulka
| č. | Šachistka                   | Země                       | 1 | 2 | 3 | 4 | 5 | 6 | 7 | 8 | 9 | 10 | 11 | 12 | 13 | 14 | 15 | 16 | 17 | 18 | 19 | 20 |  | +  | −  | =  | Body | Pořadí    |
| -- | --------------------------- | -------------------------- | - | - | - | - | - | - | - | - | - | -- | -- | -- | -- | -- | -- | -- | -- | -- | -- | -- |  | -- | -- | -- | ---- | --------- |
| 1  | Věra Menčíková-Stevensonová | Anglie                     |   | 1 | 1 | 1 | 1 | ½ | 1 | 1 | ½ | 1  | 1  | 1  | 1  | 1  | 1  | 1  | 1  | 1  | 1  | 1  |  | 17 | 0  | 2  | 18   | 1.        |
| 2  | Sonja Grafová               | bez státní příslušnosti    | 0 |   | 0 | 1 | 0 | 1 | 1 | 1 | 1 | 1  | 1  | 1  | 1  | 1  | 1  | 1  | 1  | 1  | 1  | 1  |  | 16 | 3  | 0  | 16   | 2.        |
| 3  | Berna Carrascová            | Chile                      | 0 | 1 |   | 0 | 1 | 1 | 1 | 1 | 1 | 1  | 1  | 1  | 0  | 1  | ½  | 1  | 1  | 1  | 1  | 1  |  | 15 | 3  | 1  | 15½  | 3.        |
| 4  | Friedl Rinderová            | Německo                    | 0 | 0 | 1 |   | 1 | ½ | 1 | 1 | 1 | 1  | 1  | 1  | ½  | 1  | 1  | 1  | 0  | 1  | 1  | 1  |  | 14 | 3  | 2  | 15   | 4.        |
| 5  | Mona May Karffová           | USA                        | 0 | 1 | 0 | 0 |   | 1 | 1 | ½ | 1 | ½  | 1  | 1  | 1  | 0  | 1  | 1  | 1  | 1  | 1  | 1  |  | 13 | 4  | 2  | 14   | 5.        |
| 6  | Milda Laubertová            | Lotyšsko                   | ½ | 0 | 0 | ½ | 0 |   | 1 | ½ | ½ | 1  | ½  | ½  | 1  | 1  | 1  | 1  | ½  | 1  | 1  | ½  |  | 8  | 3  | 8  | 12   | 6.        |
| 7  | María Teresa Moraová        | Kuba                       | 0 | 0 | 0 | 0 | 0 | 0 |   | 1 | ½ | 0  | 1  | 1  | 1  | 1  | 1  | ½  | 1  | 1  | 1  | 1  |  | 10 | 7  | 2  | 11   | 7. - 8.   |
| 8  | Catharina Roodzantová       | Nizozemsko                 | 0 | 0 | 0 | 0 | ½ | ½ | 0 |   | ½ | 1  | ½  | 1  | 1  | 1  | ½  | ½  | 1  | 1  | 1  | 1  |  | 8  | 5  | 6  | 11   | 7. - 8.   |
| 9  | Paulette Schwartzmannová    | Francie                    | ½ | 0 | 0 | 0 | 0 | ½ | ½ | ½ |   | ½  | ½  | ½  | 1  | ½  | ½  | ½  | 0  | 1  | 1  | 1  |  | 4  | 5  | 10 | 9    | 9. - 10.  |
| 10 | Blažena Janečková           | Protektorát Čechy a Morava | 0 | 0 | 0 | 0 | ½ | 0 | 1 | 0 | ½ |    | ½  | 1  | 1  | ½  | 1  | 0  | 1  | 1  | 0  | 1  |  | 7  | 8  | 4  | 9    | 9. - 10.  |
| 11 | Ingrid Larsenová            | Dánsko                     | 0 | 0 | 0 | 0 | 0 | ½ | 0 | ½ | ½ | ½  |    | 1  | ½  | 1  | 1  | 0  | 0  | 1  | 1  | 1  |  | 6  | 8  | 5  | 8½   | 11.       |
| 12 | Ingeborg Anderssonová       | Švédsko                    | 0 | 0 | 0 | 0 | 0 | ½ | 0 | 0 | ½ | 0  | 0  |    | ½  | ½  | ½  | 1  | 1  | 1  | 1  | 1  |  | 5  | 9  | 5  | 7½   | 13.       |
| 13 | Dora Trepatová de Navarro   | Argentina                  | 0 | 0 | 1 | ½ | 0 | 0 | 0 | 0 | 0 | 0  | ½  | ½  |    | ½  | 1  | ½  | ½  | 1  | 1  | 1  |  | 5  | 8  | 6  | 8    | 12.       |
| 14 | María Bereová de Montero    | Argentina                  | 0 | 0 | 0 | 0 | 1 | 0 | 0 | 0 | ½ | ½  | 0  | ½  | ½  |    | 0  | 1  | ½  | 1  | ½  | 1  |  | 4  | 9  | 6  | 7    | 14. - 16. |
| 15 | Salome Reischerová          | Palestina                  | 0 | 0 | ½ | 0 | 0 | 0 | 0 | ½ | ½ | 0  | 0  | ½  | 0  | 1  |    | 1  | 1  | 0  | 1  | 1  |  | 5  | 10 | 4  | 7    | 14. - 16. |
| 16 | Marianne Stoffelsová        | Belgie                     | 0 | 0 | 0 | 0 | 0 | 0 | ½ | ½ | ½ | 1  | 1  | 0  | ½  | 0  | 0  |    | 1  | 1  | ½  | ½  |  | 4  | 9  | 6  | 7    | 14. - 16. |
| 17 | M. A. de Vigilová           | Uruguay                    | 0 | 0 | 0 | 1 | 0 | ½ | 0 | 0 | 1 | 0  | 1  | 0  | ½  | ½  | 0  | 0  |    | 0  | ½  | 1  |  | 4  | 11 | 4  | 6    | 17        |
| 18 | Elena Raclauskieneová       | Litva                      | 0 | 0 | 0 | 0 | 0 | 0 | 0 | 0 | 0 | 0  | 0  | 0  | 0  | 0  | 1  | 0  | 1  |    | ½  | 1  |  | 3  | 15 | 1  | 3½   | 18        |
| 19 | Ruth Bloch Nakkerudová      | Norsko                     | 0 | 0 | 0 | 0 | 0 | 0 | 0 | 0 | 0 | 1  | 0  | 0  | 0  | ½  | 0  | ½  | ½  | ½  |    | 0  |  | 1  | 14 | 4  | 3    | 19        |
| 20 | Anabelle Lougheedová        | Kanada                     | 0 | 0 | 0 | 0 | 0 | ½ | 0 | 0 | 0 | 0  | 0  | 0  | 0  | 0  | 0  | ½  | 0  | 0  | 1  |    |  | 1  | 16 | 2  | 2    | 20        |